# Championnat de Pologne féminin de football 2018-2019
 (octobre 2018).
Navigation
Édition précédente Édition suivante
Le championnat de Pologne féminin de football 2017-2018 est la 40e édition de la première division de football féminin en Pologne. 
Le championnat commence le 4 août 2018 et se termine le 8 juin 2019, avec une première phase où les équipes s'affrontent deux fois (2 fois 11 matchs), puis une deuxième phase où les 6 premières équipes  s'affrontent une fois (5 matchs) pour le titre et les six dernières pour la relégation.
Le Górnik Łęczna est le champion en titre et défend son bien pour la première fois.

## Clubs participants
Les deux clubs promus :
- Polonia Poznań
- GKS Katowice

Les deux clubs relégués :
- Sportowa Czwórka Radom
- Unifreeze Górzno

## Compétition

### Première partie de la saison
| Rang | Équipe                  | Pts | J  | G  | N | P  | Bp  | Bc  | Diff |
| ---- | ----------------------- | --- | -- | -- | - | -- | --- | --- | ---- |
| 1    | Górnik Łęczna T         | 55  | 22 | 17 | 4 | 1  | 104 | 18  | +86  |
| 2    | Medyk Konin             | 52  | 22 | 16 | 4 | 2  | 70  | 25  | +45  |
| 3    | Czarni Sosnowiec        | 52  | 22 | 16 | 4 | 2  | 81  | 24  | +57  |
| 4    | AZS PWSZ Wałbrzych      | 47  | 22 | 14 | 5 | 3  | 61  | 26  | +35  |
| 5    | UKS SMS Łódź            | 37  | 22 | 12 | 1 | 9  | 44  | 22  | +22  |
| 6    | GKS Katowice P          | 30  | 22 | 8  | 6 | 8  | 30  | 27  | +3   |
| 7    | AZS UJ Cracovie         | 30  | 22 | 9  | 3 | 10 | 38  | 44  | -6   |
| 8    | AZS PWSZ Biała Podlaska | 26  | 22 | 7  | 5 | 10 | 45  | 44  | +1   |
| 9    | Olimpia Szczecin        | 19  | 22 | 5  | 4 | 13 | 29  | 71  | -42  |
| 10   | AZS Wrocław             | 16  | 22 | 4  | 4 | 14 | 18  | 70  | -52  |
| 11   | Mitech Żywiec           | 9   | 22 | 2  | 3 | 17 | 18  | 68  | -50  |
| 12   | Polonia Poznań P        | 1   | 22 | 0  | 1 | 21 | 10  | 109 | -99  |

| Légende : Qualifications et relégations | Légende : Qualifications et relégations              |
| --------------------------------------- | ---------------------------------------------------- |
|                                         | Qualification pour les play-off pour le titre        |
|                                         | Play-off de relégation                               |
|                                         | T : Tenant du titre 2017-2018 P : Promu en 2018-2019 |

### Deuxième phase
Les équipes sont réparties en deux groupes. Les six premières équipes sont regroupées dans une poule afin d'attribuer le titre de championne de Pologne. Les six dernières doivent, elles, éviter la relégation en deuxième division.
Chaque équipe conserve les points acquis lors de la première phase du championnat et rencontre une fois chacune des équipes présentes dans sa poule.
| Rang | Équipe             | Pts | J  | G  | N | P  | Bp  | Bc | Diff |
| ---- | ------------------ | --- | -- | -- | - | -- | --- | -- | ---- |
| 1    | Górnik Łęczna T    | 65  | 27 | 20 | 5 | 2  | 115 | 24 | +91  |
| 2    | Medyk Konin        | 64  | 27 | 20 | 4 | 3  | 82  | 30 | +52  |
| 3    | Czarni Sosnowiec   | 61  | 27 | 19 | 4 | 4  | 94  | 30 | +64  |
| 4    | AZS PWSZ Wałbrzych | 51  | 27 | 15 | 6 | 6  | 70  | 38 | +32  |
| 5    | UKS SMS Łódź       | 39  | 27 | 12 | 3 | 12 | 47  | 36 | +11  |
| 6    | GKS Katowice P     | 35  | 27 | 9  | 8 | 10 | 35  | 37 | -2   |

| Rang | Équipe                  | Pts | J  | G  | N | P  | Bp | Bc  | Diff |
| ---- | ----------------------- | --- | -- | -- | - | -- | -- | --- | ---- |
| 7    | AZS UJ Cracovie         | 42  | 27 | 13 | 3 | 11 | 51 | 51  | 0    |
| 8    | AZS PWSZ Biała Podlaska | 38  | 27 | 11 | 5 | 11 | 66 | 52  | +14  |
| 9    | Olimpia Szczecin        | 28  | 27 | 8  | 4 | 15 | 40 | 78  | -38  |
| 10   | AZS Wrocław             | 19  | 27 | 5  | 4 | 18 | 24 | 86  | -62  |
| 11   | Mitech Żywiec           | 15  | 26 | 4  | 3 | 19 | 27 | 74  | -47  |
| 12   | Polonia Poznań P        | 1   | 26 | 0  | 1 | 25 | 12 | 127 | -115 |

| Légende : Qualifications et relégations | Légende : Qualifications et relégations                                  |
| --------------------------------------- | ------------------------------------------------------------------------ |
|                                         | Ligue des champions féminine de l'UEFA 2019-2020 (tour de qualification) |
|                                         | Relégation en 2e division                                                |
|                                         | (T) : Tenant du titre 2017-2018 (P) : Promu en 2017-2018                 |

## Meilleures buteuses
| Place              | Joueuse            | Club                   | Buts |
| ------------------ | ------------------ | ---------------------- | ---- |
| Médaille d'or      | Ewelina Kamczyk    | Górnik Łęczna          | 35   |
| Médaille d'argent  | Natalia Chudzik    | Medyk Konin            | 28   |
| Médaille de bronze | Patrícia Hmírová   | Czarni Sosnowiec       | 24   |
| 4                  | Dżesika Jaszek     | Czarni Sosnowiec       | 22   |
| 5                  | Dominika Kopińska  | Medyk Konin            | 20   |
| 6                  | Dominika Gąsieniec | AZS PSW Biała Podlaska | 19   |